# Cristina Zamfir
Cristina-Florina Zamfir (født 29. September 1989 i Slatina) er en rumænsk håndboldspiller, som spiller for HC Dunărea Brăila i Rumænien og Rumæniens håndboldlandshold.